# Титоренко (Саратовская область)
Титоренко — село в Энгельсском муниципальном районе Саратовской области, входит в состав Безымянского муниципального образования.

## История
Первое упоминание о хуторе Титоренко зафиксировано в 1890 году — «Расположение — на надельной Покровской земле, Покровской волости, сословие — крестьяне слободы Покровской. Год основания хутора неизвестен. Посевная площадь в казен. десят.: пшеницы — 375, ржи 25. Лошадей − 15, быков рабочих − 10. Домовое, жилое строение одно. Имелись 1 молотилка и 4 плуга.»
В 1894 году соседствующий с хутором разъезд на открывшей движение и проходящей рядом Рязано-Уральской железной дороге получил название Титоренко.
В 1926 году при станции Титоренко функционировал элеватор «Канадского» типа (в 1976 году он сгорел). По предварительным итогам Всесоюзной переписи населения 1926 года по АССР Немцев Поволжья при станции Титоренко на тот момент существовало 13 домохозяйств, в которых проживали 21 человек.
В 1931 году село Тит(а?)ренко упоминается в АССР немцев Поволжья как Птицесовхоз № 93 — Лизандергейского (Мариентальского) кантонов. Население 86 человек (из них 82 немецкой национальности).
В 1960 году в Титоренко основана первая начальная школа. В 1971 году открылась 8-ми летняя средняя общеобразовательная школа.
В 2009 году открылся новый фельдшерско-акушерский пункт.
В селе Титоренко имеются: средняя школа, дом досуга, ФАП.